# Olympische Sommerspiele 2024/Teilnehmer (Papua-Neuguinea)
| Gelbes Symbol für Goldmedaillen mit stilisierten Olympischen Ringen | Graues Symbol für Silbermedaillen mit stilisierten Olympischen Ringen | Braundes Symbol für Bronzemedaillen mit stilisierten Olympischen Ringen |
| ------------------------------------------------------------------- | --------------------------------------------------------------------- | ----------------------------------------------------------------------- |
| —                                                                   | —                                                                     | —                                                                       |

Papua-Neuguinea nahm an den Olympischen Spielen 2024 vom 26. Juli bis zum 11. August 2024 in Paris mit 7 Athleten teil. Es war die insgesamt elfte Teilnahme an Olympischen Sommerspielen.

## Teilnehmer nach Sportarten

### Boxen
| Athleten | Wettbewerb         | 1. Runde          | 1. Runde | Achtelfinale  | Achtelfinale  | Viertelfinale | Viertelfinale | Halbfinale    | Halbfinale    | Finale        | Finale        | Rang |
| Athleten | Wettbewerb         | Gegner            | Ergebnis | Gegner        | Ergebnis      | Gegner        | Ergebnis      | Gegner        | Ergebnis      | Gegner        | Ergebnis      | Rang |
| -------- | ------------------ | ----------------- | -------- | ------------- | ------------- | ------------- | ------------- | ------------- | ------------- | ------------- | ------------- | ---- |
| Männer   |                    |                   |          |               |               |               |               |               |               |               |               |      |
| John Ume | Klasse bis 63,5 kg | E. Alvarez Borges | RSC R2   | ausgeschieden | ausgeschieden | ausgeschieden | ausgeschieden | ausgeschieden | ausgeschieden | ausgeschieden | ausgeschieden | 17   |

### Gewichtheben
| Athleten   | Wettbewerb       | Reißen  | Reißen | Stoßen  | Stoßen | Zweikampf | Zweikampf | Rang |
| Athleten   | Wettbewerb       | Gewicht | Rang   | Gewicht | Rang   | Gewicht   | Rang      | Rang |
| ---------- | ---------------- | ------- | ------ | ------- | ------ | --------- | --------- | ---- |
| Männer     |                  |         |        |         |        |           |           |      |
| Morea Baru | Klasse bis 61 kg | 118 kg  | 7      | 161 kg  | 5      | 279 kg    | 5         | 5    |

### Leichtathletik
Laufen und Gehen
| Athleten   | Wettbewerb | Vorlauf | Vorlauf | 1. Runde | 1. Runde | Halbfinale    | Halbfinale    | Finale        | Finale        | Rang |
| Athleten   | Wettbewerb | Zeit    | Rang    | Zeit     | Rang     | Zeit          | Rang          | Zeit          | Rang          | Rang |
| ---------- | ---------- | ------- | ------- | -------- | -------- | ------------- | ------------- | ------------- | ------------- | ---- |
| Frauen     |            |         |         |          |          |               |               |               |               |      |
| Leonie Beu | 100 m      | 11,63 s | 5       | 11,73 s  | 8        | ausgeschieden | ausgeschieden | ausgeschieden | ausgeschieden | 58   |

### Schwimmen
| Athleten           | Wettbewerb     | Vorlauf | Vorlauf | Halbfinale    | Halbfinale    | Finale        | Finale        | Rang |
| Athleten           | Wettbewerb     | Zeit    | Rang    | Zeit          | Rang          | Zeit          | Rang          | Rang |
| ------------------ | -------------- | ------- | ------- | ------------- | ------------- | ------------- | ------------- | ---- |
| Frauen             |                |         |         |               |               |               |               |      |
| Georgia-Leigh Vele | 50 m Freistil  | 27,61 s | 44      | ausgeschieden | ausgeschieden | ausgeschieden | ausgeschieden | 44   |
| Männer             |                |         |         |               |               |               |               |      |
| Josh Tarere        | 100 m Freistil | 53,85 s | 72      | ausgeschieden | ausgeschieden | ausgeschieden | ausgeschieden | 72   |

### Taekwondo
| Athleten      | Wettbewerb        | 1. Runde          | 1. Runde | Achtelfinale  | Achtelfinale  | Viertelfinale | Viertelfinale | Halbfinale    | Halbfinale    | Hoffnungsrunde | Hoffnungsrunde | Finale / Platz 3 | Finale / Platz 3 | Rang |
| Athleten      | Wettbewerb        | Gegner            | Ergebnis | Gegner        | Ergebnis      | Gegner        | Ergebnis      | Gegner        | Ergebnis      | Gegner         | Ergebnis       | Gegner           | Ergebnis         | Rang |
| ------------- | ----------------- | ----------------- | -------- | ------------- | ------------- | ------------- | ------------- | ------------- | ------------- | -------------- | -------------- | ---------------- | ---------------- | ---- |
| Männer        |                   |                   |          |               |               |               |               |               |               |                |                |                  |                  |      |
| Kevin Kassman | Klasse bis 68 kg  | —                 | —        | B. Sinden     | 0:2           | ausgeschieden | ausgeschieden | ausgeschieden | ausgeschieden | ausgeschieden  | ausgeschieden  | ausgeschieden    | ausgeschieden    | 11   |
| Gibson Mara   | Klasse über 80 kg | K. Mehdipournejad | 1:2      | ausgeschieden | ausgeschieden | ausgeschieden | ausgeschieden | ausgeschieden | ausgeschieden | ausgeschieden  | ausgeschieden  | ausgeschieden    | ausgeschieden    | 17   |